# Jan de Vries
Jan de Vries (Het Bildt, 5 gennaio 1944 – Purmerend, 14 gennaio 2021) è stato un pilota motociclistico olandese.

## Carriera

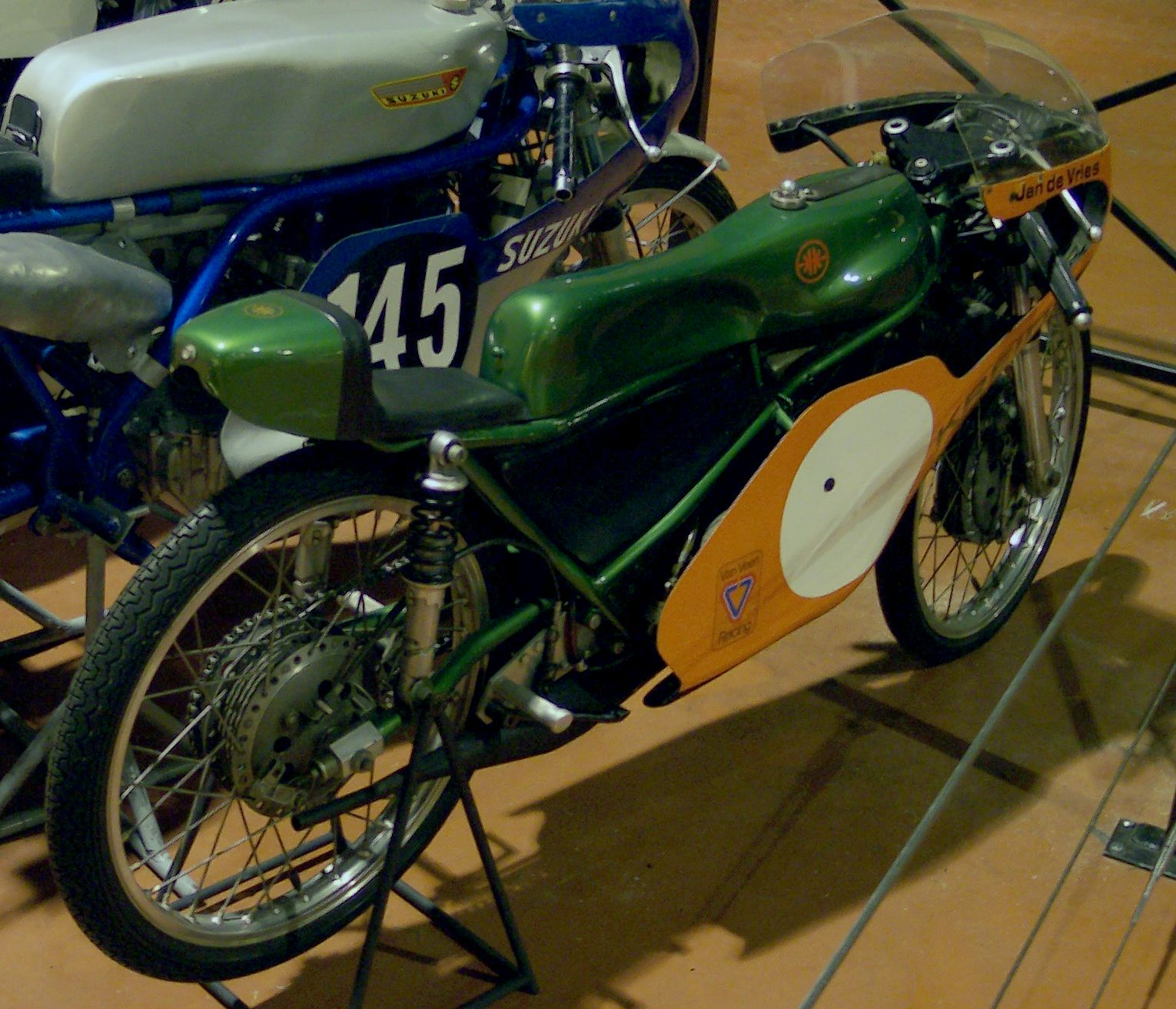
La Kreidler 50 di de Vries del 1971.

In carriera ha ottenuto due titoli iridati nella classe 50, nel motomondiale 1971 e nel 1973, risultando così il primo pilota olandese ad inserirsi nell'Albo d'oro del motomondiale. Tra l'altro anche il titolo del 1972 gli sfuggì solamente per 21",3 , essendo arrivato a pari punti con Ángel Nieto ed essendo stato piazzato al secondo posto solamente dopo il termine della stagione e per somma dei tempi ottenuti.
I suoi primi punti mondiali li ottenne in occasione del gran premio di casa nel 1968 con un quarto posto, la prima delle sue 14 affermazioni nei gran premi venne invece registrata in occasione del GP delle Nazioni nel 1970.
Per tutta la sua carriera nella classe di minor cilindrata del motomondiale restò fedele alla Kreidler; le sue sparute apparizioni nella classe 125 avvennero invece in sella ad una MZ.
Nel suo palmarès anche due titoli di campione nazionale olandese, nel 1967 e 1972.
Decise di ritirarsi dall'agonismo al termine della stagione 1973, poco dopo aver ottenuto il secondo titolo iridato.

## Risultati nel motomondiale

### Classe 50
| 1968 | Classe | Moto     |   |   |  |   |   |    |    |    |    |    |  |  |  | Punti | Pos. |
| ---- | ------ | -------- | - | - |  | - | - | -- | -- | -- | -- | -- |  |  |  | ----- | ---- |
| 1968 | 50     | Kreidler | - | - |  | 4 | 7 | NE | NE | NE | NE | NE |  |  |  | 3     | 10º  |

| 1969 | Classe | Moto     |   |   |   |    |   |   |   |   |    |   |   |   |  | Punti   | Pos. |
| ---- | ------ | -------- | - | - | - | -- | - | - | - | - | -- | - | - | - |  | ------- | ---- |
| 1969 | 50     | Kreidler | 3 | 2 | - | NE | 2 | - | 5 | 8 | NE | 2 | 4 | 3 |  | 64 (73) | 4º   |

| 1970 | Classe | Moto     |   |    |   |    |   |   |   |    |    |   |   |   |  | Punti   | Pos. |
| ---- | ------ | -------- | - | -- | - | -- | - | - | - | -- | -- | - | - | - |  | ------- | ---- |
| 1970 | 50     | Kreidler | - | 22 | 2 | NE | 2 | 6 | 5 | 10 | NE | 6 | 1 | 3 |  | 60 (66) | 5º   |

| 1971 | Classe | Moto     |   |   |    |     |   |   |   |   |    |    |   |   |  | Punti   | Pos. |
| ---- | ------ | -------- | - | - | -- | --- | - | - | - | - | -- | -- | - | - |  | ------- | ---- |
| 1971 | 50     | Kreidler | 1 | 1 | NE | Rit | 1 | 2 | - | 3 | NE | NE | 1 | 1 |  | 75 (97) | 1º   |

| 1972 | Classe | Moto     |   |    |    |   |    |     |   |   |     |    |   |    |   | Punti   | Pos. |
| ---- | ------ | -------- | - | -- | -- | - | -- | --- | - | - | --- | -- | - | -- | - | ------- | ---- |
| 1972 | 50     | Kreidler | 1 | NE | NE | 1 | NE | Rit | 2 | 2 | Rit | NE | 1 | NE | 2 | 69 (81) | 2º   |

| 1973 | Classe | Moto     |    |    |     |   |    |   |     |   |    |   |    |   |  | Punti   | Pos. |
| ---- | ------ | -------- | -- | -- | --- | - | -- | - | --- | - | -- | - | -- | - |  | ------- | ---- |
| 1973 | 50     | Kreidler | NE | NE | Rit | 1 | NE | 1 | Rit | 1 | NE | 1 | NE | 1 |  | 60 (75) | 1º   |

| Legenda | 1º posto        | 2º posto            | 3º posto            | A punti      | Senza punti        | Grassetto – Pole position Corsivo – Giro più veloce |
| Legenda | Gara non valida | Non qual./Non part. | Ritirato/Non class. | Squalificato | '-' Dato non disp. | Grassetto – Pole position Corsivo – Giro più veloce |

### Classe 125
| 1970 | Classe | Moto |   |    |   |   |   |   |   |   |   |    |   |   |  | Punti | Pos. |
| ---- | ------ | ---- | - | -- | - | - | - | - | - | - | - | -- | - | - |  | ----- | ---- |
| 1970 | 125    | MZ   | - | 19 | - | - | 7 | - | - | - | - | NE | - | - |  | 4     | 35º  |

| Legenda | 1º posto        | 2º posto            | 3º posto            | A punti      | Senza punti        | Grassetto – Pole position Corsivo – Giro più veloce |
| Legenda | Gara non valida | Non qual./Non part. | Ritirato/Non class. | Squalificato | '-' Dato non disp. | Grassetto – Pole position Corsivo – Giro più veloce |